# (7649) Bougainville
(7649) Bougainville – planetoida z grupy pasa głównego asteroid okrążająca Słońce w ciągu 4 lat i 41 dni w średniej odległości 2,57 j.a. Została odkryta 22 września 1990 roku przez Erica Elsta. Przed nadaniem nazwy planetoida nosiła oznaczenie tymczasowe (7649) 1990 SV5.